# Din marile legende ale lumii
Din marile legende ale lumii este o lucrare în două părți de Alexandru Mitru, o antologie din miturile celebre ale omenirii (Ghilgameș, Cneazul Igor, Roland, Siegfried și Crimhilda, Cidul, Guillaume d’Orange, Gudrun, Viteazul în piele de tigru, Artur și Cavalerii Mesei Rotunde, Tristan și Isolda).
Prima ediție, a apărut în 2 volume, în  1963-1965, cu o prefață de Gheorghe Bulgăr.

## Publicare
- Al. Mitru - Din marile legende ale lumii, Editura Tineretului, Buc., 1963-1965
- Al. Mitru - Din marile legende ale lumii, Editura Junimea, 1976
- Al. Mitru - Din marile legende ale lumii, Editura Vox, 2009[1]